# کاندوره‌گودا
کاندوره‌گودا (انگلیسی: Kanduregoda) یک روستا در کشور سری‌لانکا است.